# Wilton Sankawulo
Wilton Gbakolo Sengbe Sankawulo, Sr., född 26 juli 1937, död 21 februari 2009, var en professor i engelsk litteratur och författare. Han var Liberias statsöverhuvud från den 28 februari 1994 till 1 september 1995.